# At Vine St. Live
At Vine St. Live — концертный альбом американской певицы Аниты О’Дэй, записанный во время концертов в ресторане Vine St. 2 и 3 августа 1991 года при участии бэк-квинтета, который возглавлял Гордон Брискер на саксофоне и флейте, а также пианиста Пита Джолли. Издан был в том же году на лейбле Disques Swing.

## Отзывы критиков
| Оценки критиков                            | Оценки критиков |
| Источник                                   | Оценка          |
| ------------------------------------------ | --------------- |
| AllMusic                                   | [ 1 ]           |
| Encyclopedia of Popular Music              | [ 2 ]           |
| MusicHound Jazz: The Essential Album Guide | [ 3 ]           |
| The Rolling Stone Jazz & Blues Album Guide | [ 4 ]           |

Скотт Яноу в рецензии для AllMusic: «В возрасте 71 года Анита О’Дэй была далеко не в расцвете сил, когда выступила с этим концертом в ныне несуществующем клубе Vine St. Все песни были записаны О’Дэй ранее в версиях, более стоящих, чем эти, хотя она старается изо всех сил. Бэк-квинтет делает всё возможное, чтобы поддержать О’Дэй. По крайней мере, она не чувствовала себя обязанной записывать „Let Me Off Uptown“ так поздно в своей карьере».

## Список композиций
1. «You’d Be So Nice to Come Home To» (Коул Портер) — 5:41
2. «Old Devil Moon» (Йип Харбург, Бертон Лейн) — 4:23
3. «Is You Is or Is You Ain’t My Baby» (Билл Остин, Луи Джордан) — 4:22
4. «A Song for You» (Леон Расселл) — 3:05
5. «You Can Depend on Me» (Чарльз Карпентер, Луи Данлэп, Эрл Хайнс) — 3:47
6. «Street of Dreams» (Сэм М. Льюис, Виктор Янг) — 6:04
7. «You Turned the Tables on Me» (Луи Альтер, Сидни Д. Митчелл) — 4:09
8. «Yesterday / Yesterdays» (Джон Леннон, Пол Маккартни / Отто Харбах, Джером Керн) — 3:48
9. «S’posin'» (Пол Денникер, Энди Разаф) — 3:59
10. «It Don’t Mean a Thing (If It Ain’t Got That Swing)» (Дюк Эллингтон, Ирвинг Миллс) — 3:52

## Участники записи
Музыканты
- Бас — Боб Мейз[англ.]
- Вокал — Анита О’Дэй
- Гитара — Стив Хоман
- Саксофон-тенор, флейта — Гордон Брискер
- Ударные — Дэн Д’Империо
- Фортепиано — Пит Джолли

Продакшн
- Звукорежиссёр — Дэвид Крайсберг
- Исполнительный продюсер — Хью Фордин, Рон Беринштейн
- Монтаж — Майк Драги
- Примечания — Джонни Уайтсайд
- Фотография — У. Г. Харрис
- Художественный руководитель — Джефф Фавилл